# Glyphodes crameralis
Glyphodes crameralis is een vlinder uit de familie van de grasmotten (Crambidae), uit de onderfamilie van de Spilomelinae. Deze soortnaam is twee keer gebruikt in de beschrijving van een nieuwe soort voor de wetenschap. Het gaat dus om twee verschillende soorten met dezelfde wetenschappelijke naam. Achille Guenée gebruikte de eerste keer deze naam in een publicatie uit 1854 en Pieter Snellen voor de tweede keer in een publicatie uit 1880. Beide soorten komen in Indonesië voor. Glyphodes crameralis Guenée, 1854 komt voor op het eiland Ambon en Glyphodes crameralis Snellen, 1880 komt voor op Sumatra en Sulawesi.